# Гірнича геологія
Гірни́ча геоло́гія — наука, що займається дослідженням закономірностей розвитку геологічних чинників і гірничогеологічних явищ при розробці родовищ корисних копалин.
Знаходиться на стику геології і гірничої справи.
Працює на базі методичних основ інженерної геології і геомеханіки; включає гірничу гідрогеологію, гірничу геокріологію, гірничу геофізику, нафтогазопромислову геологію і інше.
Основна мета гірничої геології — геологічне забезпечення гірничого виробництва при проектуванні, будівництві, експлуатації і ліквідації підприємств гірничодобувної промисловості.
Гірнича геологія готує геологічну інформацію для оцінки міри впливу геологічних і гірничо-геологічних чинників на техніку і технологію гірничих робіт, прогнозу гірничо-геологічних умов освоєння родовищ корисних копалин, а також розробляє рекомендації з охорони надр і геологічного середовища.